# Viâpres-le-Petit
Viâpres-le-Petit ist eine französische Gemeinde mit 127 Einwohnern (Stand: 1. Januar 2022) im Département Aube in der Region Grand Est. Sie gehört zum Kanton Creney-près-Troyes und zum Arrondissement Nogent-sur-Seine. 

## Geografie
Die Gemeinde Viâpres-le-Petit liegt an der Aube, 30 Kilometer nördlich von Troyes. Sie ist umgeben von folgenden Nachbargemeinden:
| Champfleury     |                                             | Herbisse      |
|                 | Kompassrose, die auf Nachbargemeinden zeigt | Allibaudières |
| Plancy-l’Abbaye | Champigny-sur-Aube                          |               |

## Bevölkerungsentwicklung
| Jahr                       | 1962 | 1968 | 1975 | 1982 | 1990 | 1999 | 2008 | 2018 |
| -------------------------- | ---- | ---- | ---- | ---- | ---- | ---- | ---- | ---- |
| Einwohner                  | 111  | 95   | 106  | 96   | 93   | 107  | 125  | 130  |
| Quellen: Cassini und INSEE |      |      |      |      |      |      |      |      |